# Міріам Казанова
Міріам Казанова (нар. 20 червня 1985) — колишня швейцарська тенісистка.
Найвищу одиночну позицію світового рейтингу — 45 місце досягла 7 квітня 2003, парну — 19 місце — 5 липня 2004 року.
Здобула 1 одиночний та 3 парні титули.
Найвищим досягненням на турнірах Великого шолома було 3 коло в одиночному розряді.
Завершила кар'єру 2012 року.

## Фінали WTA

### Одиночний розряд: 2 (1–1)
| Легенда                       |
| ----------------------------- |
| Турніри Великого шолома (0–0) |
| Tier I (0–0)                  |
| Tier II (0–0)                 |
| Tier III, IV & V (1–1)        |

| Фінали за покриттям |
| ------------------- |
| Тверде (0–0)        |
| Ґрунт (0–2)         |
| Трава (0–0)         |
| Килим (0–0)         |

| Результат | W–L | Дата | Турнір                | Рівень  | Покриття | Суперниця             | Рахунок       |
| --------- | --- | ---- | --------------------- | ------- | -------- | --------------------- | ------------- |
| Поразка   | 0–1 | 2002 | Будапешт, Угорщина    | Tier IV | Ґрунт    | Мартіна Мюллер        | 2–6, 6–3, 4–6 |
| Перемога  | 1–1 | 2002 | Кнокке-Гейст, Бельгія | Tier IV | Ґрунт    | Аранча Санчес Вікаріо | 4–6, 6–2, 6–1 |

### Парний розряд: 2 (2 поразки)
| Перемога — Легенда |
| ------------------ |
| Великий Шлем (0–0) |
| Tier I (0–0)       |
| Tier II (0–1)      |
| Tier III (0–1)     |
| Tier IV & V (0–0)  |

| Результат | Ранг | Дата | Турнір                           | Покриття | Партнерка      | Суперниці                   | Рахунок       |
| --------- | ---- | ---- | -------------------------------- | -------- | -------------- | --------------------------- | ------------- |
| Поразка   | 1.   | 2004 | Diamond Games, Бельгія           | Тверде   | Елені Даніліду | Кара Блек Ельс Калленс      | 2–6, 1–6      |
| Поразка   | 2.   | 2004 | Amelia Island Championships, США | Ґрунт    | Алісія Молік   | Надія Петрова Меган Шонессі | 6–3, 2–6, 5–7 |

## Фінали ITF
| турніри $100,000 |
| турніри $75,000  |
| турніри $50,000  |
| турніри $25,000  |
| турніри $10,000  |

### Одиночний розряд (7–0)
| Результат | Ранг | Дата            | Турнір               | Покриття  | Суперниця          | Рахунок       |
| --------- | ---- | --------------- | -------------------- | --------- | ------------------ | ------------- |
| Перемога  | 1.   | 10 вересня 2000 | Задар, Хорватія      | Ґрунт     | Зузана Кучова      | 6–4, 6–1      |
| Перемога  | 2.   | 6 травня 2001   | Нітра, Словаччина    | Ґрунт     | Анна Бастрікова    | 6–1, 6–3      |
| Перемога  | 3.   | 30 вересня 2001 | Белград, Сербія      | Ґрунт     | Антонела Война     | 7–5, 6–0      |
| Перемога  | 4.   | 7 жовтня 2001   | Новий Сад, Сербія    | Ґрунт     | Даніела Казанова   | 6–4, 7–5      |
| Перемога  | 5.   | 16 червня 2002  | Вадуц, Ліхтенштейн   | Ґрунт     | Шанелль Схеперс    | 6–1, 6–3      |
| Перемога  | 6.   | 27 червня 2010  | Давос, Швейцарія     | Ґрунт     | Вікторія Каменська | 6–3, 4–6, 6–4 |
| Перемога  | 7.   | 20 березня 2011 | Fällanden, Швейцарія | Килим (i) | Діана Марцинкевич  | 6–3, 6–4      |

### Парний розряд (3–1)
| Результат | Ранг | Дата            | Турнір             | Покриття | Партнерка        | Суперниці                       | Рахунок  |
| --------- | ---- | --------------- | ------------------ | -------- | ---------------- | ------------------------------- | -------- |
| Поразка   | 1.   | 11 червня 2001  | Вадуц, Ліхтенштейн | Ґрунт    | Даніела Казанова | Зузі Бенш Забріна Йольк         | 6–7, 5–7 |
| Перемога  | 2.   | 17 вересня 2001 | Задар, Хорватія    | Ґрунт    | Даніела Казанова | Барбора Маховська Сарка Снорова | 6–2, 6–2 |
| Перемога  | 3.   | 30 вересня 2001 | Белград, Сербія    | Ґрунт    | Даніела Казанова | Драгана Ілич Ліляна Манушевич   | 6–2, 7–5 |
| Перемога  | 4.   | 7 жовтня 2001   | Новий Сад, Сербія  | Ґрунт    | Даніела Казанова | Ana Cetnik Ліляна Манушевич     | 6–1, 6–1 |